# اوبرتکی (شهرستان گرایوو)
اوبرتکی (شهرستان گرایوو) (به لهستانی:  Obrytki) یک روستا در لهستان است که در گمینا شچوچن واقع شده‌است.